# Bol'šoj Patom
Il Bol'šoj Patom (anche traslitterato come Bolshoy Patom; in russo, Grande Patom) è un fiume della Russia siberiana orientale, affluente di destra della Lena. Scorre nei rajon Mamsko-Čujskij e Bodajbinskij dell'oblast' di Irkutsk.

## Bacino idrografico e percorso
Il bacino del fiume è interamente compreso nell'altopiano omonimo, del quale drena la sezione centro-settentrionale; scorre in una valle piuttosto ampia con direzione dapprima occidentale, poi settentrionale e infine orientale, sfociando da destra nella Lena sul confine fra l'Oblast' di Irkutsk e la Jacuzia. Il fiume non incontra centri urbani di rilievo in tutto il suo corso.

## Regime
Il Bol'šoj Patom è gelato, mediamente, da ottobre a maggio; i periodi minimi di portata si registrano in inverno, mentre i massimi sono tipici della tarda primavera e dell'estate.
Portata media del fiume Bol'šoj Patom misurata presso Patoma, in m³/s
Dati calcolati nel periodo 1934-2002